# Marie Louise Lachapelle
Marie-Louise Lachapelle (Paris, 1 de janeiro de 1769 — Paris, 4 de outubro de 1821) foi a parteira chefe do serviço de obstetrícia do Hotel-Dieu, o mais antigo hospital de Paris. Defendia a não utilização de fórceps nos partos e escreveu, em colaboração com o seu sobrinho Antoine Louis Dugès, um tratado de obstetrícia que durante muito tempo foi o manual padrão para a condução do trabalho de parto. É considerada a fundadora da moderna obstetrícia.

## Biografia
Marie-Louise Lachapelle nasceu em Paris, filha de Louis Dugès, oficial de saúde na administração municipal. A sua mãe, conhecida por Madame Dugès, era parteira no bairro de Châtelet, em Paris, exercendo a partir de 1775 as funções de parteira-chefe no hospital de Hôtel-Dieu.